# Cnemaspis timoriensis
Cnemaspis timoriensis este o specie de șopârle din genul Cnemaspis, familia Gekkonidae, descrisă de Auguste Henri André Duméril și Bibron 1836. Conform Catalogue of Life specia Cnemaspis timoriensis nu are subspecii cunoscute.